# Oncocalyx ghikae
Oncocalyx ghikae là một loài thực vật có hoa trong họ Loranthaceae. Loài này được (Volkens & Schweinf.) M.G. Gilbert mô tả khoa học đầu tiên năm 1985.